# Stanisław Lem
Stanisław Herman Lem (, IPA: [staniswav lɛm]), poljski filozof, esejist, pisatelj znanstveno-fantastičnih del in futurolog, * 12. september 1921, Lvov, Druga poljska republika (sedaj Ukrajina), † 27. marec 2006, Krakov, Poljska.
Njegove knjige so prevedene v 41 jezikov, v skupni nakladi 27 milijonov izvodov. Velja za najpogosteje branega neangleško govorečega pisatelja znanstvene fantastike na svetu.
V svojih delih je raziskoval psihološke teme, predvsem naravo človeške inteligence in uma. Veliko je govora o nezmožnosti normalnega obnašanja, razumevanja in komuniciranja ljudi v nedomačih razmerah v vesolju. Prevajanje njegovih del je težavno, saj avtor ponekod namerno piše nerazumljivo in tako poudari, kje se končajo zmožnosti človeškega razuma.

## Življenje
Lem se je rodil v kraju Lvov na Poljskem (sedaj del Ukrajine) materi Sabini Woller in očetu Samuelu Lemu, premožnemu zdravniku specialistu, ki je sprva delal za Avstro-ogrsko vojsko. Kljub judovskim koreninam je bil Lem v mladosti kristjan, kasneje pa je zaradi »moralnih razlogov« postal ateist. Medicino je študiral na Lvovski univerzi (1939–1941). 2. svetovno vojno in nacistično okupacijo Poljske je preživel s ponarejenimi dokumenti. Služil je kot avtomehanik in varilec, postal pa je dejaven tudi v odporniškem gibanju. Leta 1946 je vzhodni del Poljske, imenovan Kresy, pripadel Sovjetski Ukrajini, zato se je njegova družina, kot veliko drugih Poljakov, preselila v Krakov, kjer je Lem nadaljeval študij medicine. Študija ni dokončal, saj se ni strinjal s prilagajanjem njegovih odgovorov v skladu s takrat prevladujočo politiko. Ker ni mogel postati vojaški zdravnik, je postal mladi raziskovalec, v prostem času pa je začel pisati zgodbe.
Lem se je v svetu literature prvič pojavil leta 1946 kot pesnik, v tistem času pa je napisal tudi nekaj pogrošnih romanov. V začetku tega leta je izdal svoj prvi znanstvenofantastični roman Človek z Marsa (Człowiek z Marsa), ki so ga po delih objavljali v poljski reviji Novi svet doživetij (Nowy Świat Przygód). Med letoma 1947 in 1950 je nadaljeval svoje delo kot raziskovalčev asistent, objavljal pesmi, kratke zgodbe in znanstvene eseje. V času stalinizma so morala biti vsa objavljena dela neposredno pregledana in potrjena s strani komunističnega režima. Lem je končal delno avtobiografski roman Szpital Przemienienia leta 1948, vendar tega cenzorji niso odobrili, dokler leta 1955 ni napisal nadaljevanja, ki je bilo mnogo bolj pozitivno do doktrine socializma. Oblasti so mu leta 1951 naročile objavo mladinske znanstvenofantastične knjige Astronauci, v katero je bil prisiljen vključiti veliko sklicevanja na krasno prihodnost komunizma. Roman je avtor kasneje kritiziral (prav tako kot nekaj drugih zgodnjih del) za preveč poenostavljenega; kljub temu pa ga je njegova objava prepričala, da je postal pisatelj.
Doba reform v letu 1956 (ko je Władysława Gomułko zamenjal Bolesław Bierut na čelu Združene Poljske delavske partije) je Poljski prinesla večjo svobodo govora in tiska. Lem je takrat začel svojo kariero kot resen pisec znanstvene fantastike. V naslednjih nekaj letih je napisal 17 knjig, ki so se dobro prevajale predvsem v deželah ti. Vzhodnega bloka. Filozofski deli Dialogi (1957) in Summa Technologiae (1964) predstavljata najbolj znani nefantastični deli. V Summa Technologiae Lem na filozofski način razpravlja o posledicah napredka tehnike in biologije na družbo, ki so bile za takratni čas popolnoma nepredstavljive, vendar pa danes dobivajo velik pomen – na primer, umetna inteligenca, navidezna resničnost in nanotehnologija. V naslednjih desetletjih je izdal še mnogo knjig, tako znanstvenofantastičnih kot filozofsko/futurističnih. Po nekaterih mnenjih je avtorju v 80. letih 20. stoletja zaradi starosti padel nivo pisanja.
Humoristične kratke zgodbe o avtomatiziranem vesolju, nadzorovanem z roboti, zbrane v delu Cyberiada, so Lemu prinesle mednaroden sloves. Za njegove najbolj znane romane veljajo Solaris (1961), Głos pana (1983) in Fiasco (1987), ki opisuje jalovost človeških poskusov spoznavanja nezemljanov. Po Solarisu je bil leta 1972 pod vodstvom ruskega režiserja Andreja Tarkovskega posnet film, ki je prejel posebno nagrado žirije na Mednarodnem filmskem festivalu v Cannesu istega leta. Lem, ki je bil dobro poznan kot kritik filmov, temelječih na njegovem delu, je film označil za »Zločin in kazen v vesolju«, zaradi tega je bila leta 2002 narejena še hollywoodska poustvaritev režiserja Stevena Soderbergha.
Po uveljavitvi vojaške vlade leta 1982 na Poljskem se je Lem preselil v Zahodni Berlin, kjer je postal član Inštituta za napredne študije (Wissenschaftskolleg zu Berlin). Do vrnitve v domovino leta 1988 je živel tudi na Dunaju.
Lem je umrl 27. marca 2006 v Krakovu, star 84 let, po dolgi bitki s srčno boleznijo.

### Kontroverznost SFWA
Lem je leta 1973 postal častni član združenja ameriških piscev znanstvene fantastike (SFWA). Zaradi kritike ameriške ZF literature, katera naj bi stremela bolj k avanturi kot razvijanju novih literarnih oblik, so nekateri člani združenja dosegli razveljavitev njegovega članstva. Leta 1976 so mu nato ponudili redno članstvo, katerega pa je zavrnil.

## Priznanja

### Nagrade
- 1957 – nagrada Mesta Kraków za literaturo (Nagroda Literacka miasta Krakowa)
- 1965 – nagrada ministra za kulturo in umetnost, 2. stopnje (Nagroda Ministra Kultury i Sztuki II stopnia)
- 1973 – nagrada ministra za zunanje zadeve za popularizacijo Poljske kulture (nagroda Ministra Spraw Zagranicznych za popularyzację polskiej kultury za granicą)
- 1972 – član komisije Polska 2000
- 1973 – nagrada ministra za kulturo in umetnost (nagroda literacka Ministra Kultury i Sztuki)
- 1976 – državna nagrada 1. stopnje za področje literature (Nagroda Państwowa I stopnia w dziedzinie literatury)
- 1981 – Doctor honoris causa častni naziv Wrocławske politehnike
- 1985 – Avstrijska državna nagrada za prispevek k Evropski kulturi
- 1991 – Franz Kafka's State's Award from Austria in the area of literature
- 1994 – član Poljske akademije za izobraževanje
- 1996 – prejemnik priznanja red belega orla
- 1997 – častni meščan Krakówa
- 1998 – Doctor honoris causa: Univerza Opole, Lwówska univerza, Jagelonska univerza
- 2003 – Doctor honoris causa: Univerza Bielefeld

## Literarna tema
Nekaj specifičnih tem se ponavlja v vseh njegovih delih, vendar se Lemovo fantastiko pogosto deli v dve glavni skupini. Prva vsebuje klasična znanstveno fantastična dela, v katerih je po navadi glavna tema o kakšni tehnološki iznajdbi ali medzvezdno potovanje na neznane planete. Dela iz te skupine so tudi najbolj prevajana. Drugo skupino pa sestavljajo temačne zgodbe napisane v prispodobah. 
| klasična znanstveno fantastična dela                | alegorična znanstveno fantastična dela                                  |
| --------------------------------------------------- | ----------------------------------------------------------------------- |
| Eden, Solaris, Nepremagljiva, Zgodbe o pilotu Pirxu | Zvezdni dnevniki Ijona Tihega, Pamiętnik znaleziony w wannie, Cyberiada |

Ena izmed primarnih Lemovih literarnih tem je bila nezmožnost komunikacije med ljudmi in nezemeljskimi civilizacijami. Njegove nezemeljske družbe so človeškemu razumu pogosto nerazumljive, vključno z rojem mehanskih mušic (v delu Nepremagljiva) in velikim plazemskim oceanom (v Solarisu). Veliko del, kot Fiasko ali Eden opisuje človeške napake storjene med prvim stikom. V knjigi Powrót z gwiazd (prevaja se kot Povratek z zvezd) spremlja astronavtovo uskladitev z močno spremenjeno človeško družbo po 100 let trajajočem potovanju v vesolje. V delu  Głos Pana (dobesedni prevod Gospodarjev glas) je avtor kritičen do človeške inteligence in želje v dešifriranje in resnično doumetje sporočila iz vesolja.
Pisal je o človeškem tehnološkem napredku in o problemu človeškega bivanja v svetu, v katerem zaradi tehnološkega razvoja človekovi biološki impulzi postajajo odvečni ali nevarni. Prav tako bil kritičen do večine znanstvene fantastike, napadal je fantastična dela v svojih romanih (Głos Pana), literarnih in filozofskih esejih (Fantastyka i futurologia) in intervjujih. V 1990. je Lem opustil pisanje znanstvene fantastike in se znova posvetil futurološkim napovedim, najpomembnejša so izležena v eseju Okamgnienie (Pomežik). Postal je čedalje bolj kritičen do moderne tehnologije in izumov kot Internet.
V veliko romanih, ljudje postanejo nerazumno in čustveno breme do svojih mehanskih sodelavcev, ne eni, ne drugi pa niso popolni. Kritična vprašanja o tehnološki utopiji se pojavijo v romanih Peace on Earth ter Observation on the Spot, in v manjšem obsegu Cyberiadi.
Lem je pogosto postavil glavne like – tak je bil raziskovalec vesolja Ijon Tihi v Zvezdnih dnevnikih Ijona Tihega, pilot Pirx v Zgodbah o pilotu Pirxu ali pa astronavt Hal Bregg v Povratku z zvezd – v strašljive, nepredvidljive, nove razmere. Uporabil jih je za poosebitev raznih možnih vidikov prihodnosti, ki se pogosto uravnotežijo z ločevanjem prepričanja v neločljivo povezanost s človeško dobroto in njegovim globokim prepričanje o omejitvah človeka.
Posebno roman Solaris, ki se odvija na izolirani raziskovalni postaji nad istoimenskim planetom, in je globoko filozofsko delo o stiku s popolnoma neznano obliko življenja  – cel planet obsegajoč ocean, ki ima zmožnost občutenja.Głos Pana (prevaja se kot: Glas gospodov) je naslednji prvenec med Lemovimi tradicionalnimi znanstveno fantastičnimi deli. Prav tako je zelo filozofsko – morda celo bolj kot Solaris – pove nam zgodbo o znanstvenikovem prizadevanju za dešifriranje, prevod in razumevanje zunajzemeljskega radijskega prenosa. Cyberiada je zbirka komičnih pripovedi o dveh inteligentnih robotih, ki potujeta po vesolju in rešujeta inženirske probleme; vendar nam natančnejše branje razkrije bogastvo globljih razumevanj človeškega stanja.

## Vplivnost
S prevodi v 41 jezikov in naklado več kot 20 milijonov kopij velja Lem za najuspešnejšega in plodovitega poljskega avtorja. Kljub temu je bil njegov komercialni uspeh omejen, saj so njegova dela nastajala v komunistični Poljski in zaradi omejitev je smel knjige prodajati le v manjših nakladah. Edino v Zvezni republiki Nemčiji je Lem užival, tako literarno-kritični in komercialni uspeh, v zadnjih letih letih njegovega življenja pa so teme postajale aktualne in povečalo se je tudi povpraševanje.

## Delo
Fikcija
- Człowiek z Marsa (1946)
- Szpital przemienienia (1948)
- Astronauci (1951)
- Obłok Magellana (1955) – prevedeno kot Magellanov oblak
- Sezam  (1955)
- Inwazja z Aldebarana (1959)
- Śledztwo (1959)
- Eden (1959) – prevedeno kot Eden.
- Ksiega robotów (1961)
- Powrót z gwiazd (1961)
- Solaris (1961; prevod 2010)
- Pamiętnik znaleziony w wannie  (1961)
- Niezwyciężony (1964) – prevedeno kot Nepremagljiva.
- Cyberiada (1967)
- Głos pana (1968)
- Dzienniki gwiazdowe (1957, razširjen 1971) – prevedeno kot Zvezdni dnevniki Ijona Tihega.
- Doskonała próżnia (1971)
- Opowieści o pilocie Pirxie (1973) – prevedeno kot Zgodbe o pilotu Pirxu.
- Wielkość urojona (1973)
- Katar (1975) – prevedeno kot Seneni nahod.
- Golem XIV (1981)
- Wizja lokalna (1982)
- Fiasco (1986)
- Biblioteka XXI wieku (1986)
- Pokój na Ziemi (1987)
- Zagadka (1996)
- Fantastyczny Lem (2001)

Ostalo
Nobeno izmed spodaj navedenih del ni bilo prevedeno v slovenščino.
- Dialogi (1957)
- Wejście na orbitę (1962)
- Summa Technologiae (1964)
- Filozofia Przypadku (1968)
- Fantastyka i futurologia (1970) – kritika znanstvene fantastike.
- Rozprawy i szkice (1974) – zbirka znanstvenih esejev ter literature na sploh.
- Wysoki zamek (1975) – avtobiografija otroštva pred 2. svetovno vojno.
- Rozprawy i szkice (1975) – eseji in skice
- Lube Czasy (1995) – naslov se prevaja kot Dobri časi
- Dziury w całym (1995)
- Tajemnica chińskiego pokoju (1996) – zbirka mnenj o vdoru tehnologije v vsakdanje življenje
- Sex War (1996)
- Bomba megabitowa (1999)
- Świat na krawędzi (2000) – zbirka intervjujev z Lemom
- Okamgnienie (2000)
- Tako rzecze Lem (2002) – zbirka intervjujev z Lemom
- Mój pogląd na literaturę (2003)
- Krótkie zwarcia (2004)
- Lata czterdzieste. Dyktanda. (2005) – Lemova dela iz 40. let 20. stoletja

## Filmske priredbe
- Der Schweigende Stern (NDR – Poljska 1960), temelji na delu Astronauci. Naslov se prevaja kot Molčeča zvezda.
- Przekładaniec (1968, režiser Andrzej Wajda)
- Ikarie XB1 (Češkoslovaška 1963) delno temelji na delu Magelanov oblak
- Solaris (1972, režiser Andrei Tarkovsky)
- Pirx kalandjai (madžarska 1973)
- Un si joli village (1973, režiser Étienne Périer), temelji na delu Śledztwo
- Test pilota Pirxa or Дознание пилота Пиркса (Ukrajina – Estonija – Poljska 1978, režiser Marek Piestrak), temelji na zgodbi iz dela Zgodbe o pilotu Pirxu
- Szpital przemienienia (1979, režiser Edward Zebrowski)
- Victim of the Brain (1988, režiser Piet Hoenderdos)
- Marianengraben (1994, režiser Achim Bornhak, pisca scenarija Lem in Mathias Dinter)
- Solaris (2002, režiser Steven Soderbergh)
- Ijon Tichy: Raumpilot (2007), mini serija nemške televizije ZDF